# Messiascomplex
Een messiascomplex (soms ook een Christuscomplex, een verlosserscomplex of redderscomplex genoemd) is een gemoedstoestand waardoor een persoon gelooft dat hij voorbestemd is een redder of verlosser te worden. Dit begrip kan ook verwijzen naar een gemoedstoestand waardoor een persoon denkt dat hij verantwoordelijk is voor het redden of helpen van anderen.

## Religieuze waanideeën
Het begrip "messiascomplex" wordt niet vermeld in het Diagnostic and Statistical Manual of Mental Disorders. Het is noch een klinisch begrip, noch een diagnosticeerbare stoornis. Niettemin lijken de symptomen ervan sterk op symptomen die werden vastgesteld aan personen die lijden aan grootheidswaan of aan personen die een grandioos zelfbeeld hebben die lijken op waanideeën. Een zekere bron categoriseerde het messiascomplex als een vorm van religieuze waanzin die betrekking heeft op grandiositeit. Twee andere categorieën zijn waanvoorstellingen en kleineringen.

## Voorbeelden
Het messiascomplex komt het vaakst voor bij patiënten die lijden aan een bipolaire stoornis en schizofrenie. Wanneer een messiascomplex zich voordoet bij iemand na een bezoek aan Jeruzalem, kan het worden geïdentificeerd als een psychose die bekend staat als het Jeruzalemsyndroom.
Adolf Hitler wordt beschouwd als het schoolvoorbeeld van iemand die leed aan het messiascomplex. Dit bleek uit zijn bezorgdheid met zichzelf als politiek speler, zijn zorgvuldige zorgen voor zijn zelfprofilering en zijn vereenzelviging met de redder van het Duitse volk. Hitler geloofde dat het zijn lot was om Duitsland te leiden naar een duizendjaardurende periode van Europese dominantie en dat hij uitverkoren was om ongewenste mensen er weg te werken. Dit voorbeeld toont hoe het messiascomplex bij bepaalde individuen, indien gecombineerd met narcisme en paranoia, immense gevolgen kan hebben.